# Juan Gutiérrez de Padilla

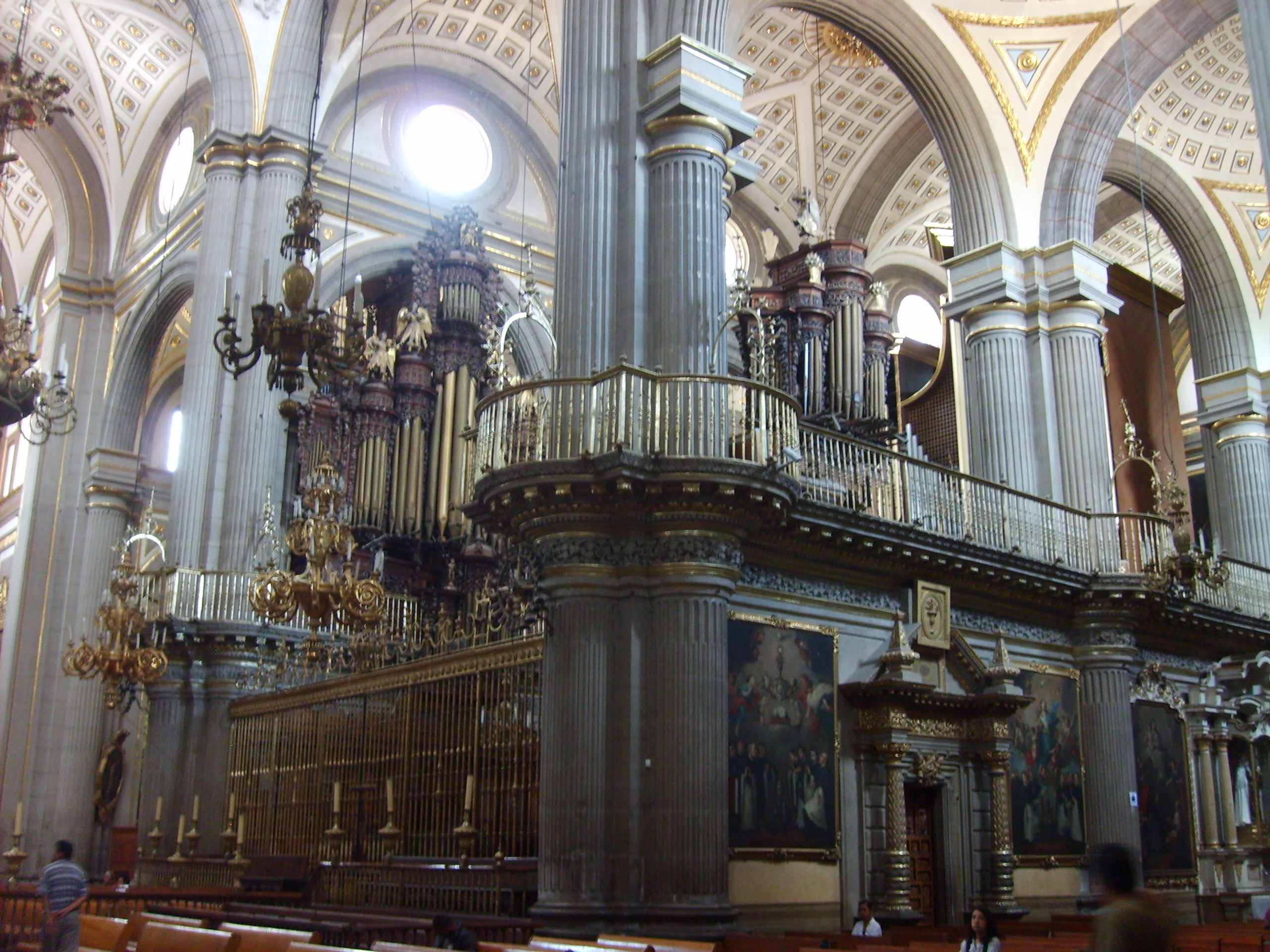
Il Coro della Cattedrale di Puebla, dove Gutierrez de Padilla avrebbe lavorato negli ultimi 42 anni della sua vita.

Juan Gutiérrez de Padilla (Malaga, 1590 circa – Puebla, 1664) è stato un compositore spagnolo naturalizzato messicano.

## Biografia
Nacque a Malaga in Spagna, studiò musica presso la cattedrale della città. Divenne quindi maestro di cappella della cattedrale di Cadice. Nel 1620 o nel 1621 si trasferì a Puebla in Messico per comporre musica nel Nuovo mondo. Padilla è uno dei più importanti compositori di cui restano manoscritti a Puebla e presso la collezione Hackenberry di Chicago. Puebla era in epoca barocca il più importante centro religioso del Messico dopo Città del Messico. Qui nel 1628 o nel 1629 fu nominato maestro di cappella della cattedrale.

## Opere
La maggior parte della sua produzione (di cui ci restano più di 700 composizioni) comprende mottetti sacri, spesso per doppio coro, in stile rinascimentale (stile antico) e villancicos. Spesso prevede accompagnamenti per organo o strumenti a corda.
La sua composizione più celebre ed eseguita è la Missa Ego Flos Campi. Inoltre compose una Passione secondo san Matteo, messe, mottetti, lamentazioni, litanie, salmi e villancicos. Le incisioni discografiche di Padilla sono tuttavia di difficile reperibilità.